# Eyal Gordin
Eyal Gordin (...) è un regista e direttore della fotografia statunitense.

## Vita e carriera
Eyal ha iniziato la sua carriera come operatore di macchina (cameraman) nei film Kansas (1988), Highway to Hell (1992) e Kalifornia (1993). Più avanti ha lavorato in alcune serie televisive come Babylon 5, Buffy l'Ammazzavampiri, Freaks and Geeks.
Il primo episodio diretto da Eyal appartiene alla serie tv The Division; ha poi diretto alcuni episodi per le serie My Name Is Earl, Tutti odiano Chris, Jonas LA, Zeke e Luther e Aiutami Hope!.
Gordin è anche l'imprenditore fondatore della Limone Acres, LLC, una fattoria di limoni situata a Moorpark, in California, fondata nel 2004.